# Чемпионат Африки по волейболу среди женских клубных команд 2025
36-й чемпионат Африки по волейболу среди женских клубных команд проходил с 3 по 13 апреля 2025 года с участием 16 клубных команд из 10 стран-членов Африканской конфедерации волейбола. Чемпионский титул в 3-й раз в своей истории и в 3-й раз подряд выиграла египетская команда «Замалек» (Эль-Гиза).

## Команды-участницы
| Страна      | Команда                           |                                     |
| ----------- | --------------------------------- | ----------------------------------- |
| Ботсвана    | «Спайкинг Старз» (Габороне)       | Чемпион Ботсваны 2024               |
| Египет      | «Аль-Ахли» (Каир)                 | Чемпион Египта 2024                 |
| Египет      | «Замалек» (Эль-Гиза)              | 2-й призёр чемпионата Египта 2024   |
| Камерун     | «Литто» (Дуала)                   | Чемпион Камеруна 2024               |
| Камерун     | «Майо Кане Эволюсьон» (Яунде)     | 2-й призёр чемпионата Камеруна 2024 |
| Кения       | «Кения Коммерсл Бэнк» (Найроби)   | Чемпион Кении 2024                  |
| Кения       | «Кения Пайплайн» (Найроби)        | 2-й призёр чемпионата Кении 2024    |
| Кения       | «Кения Признс» (Найроби)          | 3-й призёр чемпионата Кении 2024    |
| ДР Конго    | «Ла Луа» (Лубумбаши)              | Чемпион ДР Конго 2024               |
| Кот-д’Ивуар | «Декарт» (Абиджан)                | Чемпион Кот-д’Ивуара 2024           |
| Нигерия     | «Найджиэрия Кастомс» (Абуджа)     | Чемпион Нигерии 2024                |
| Нигерия     | «Чиф Нэвэл Стафф» (Лагос)         | 2-й призёр чемпионата Нигерии 2024  |
| Руанда      | «Руанда Насьональ Полис» (Кигали) | Чемпион Руанды 2024                 |
| Руанда      | АПР (Кигали)                      | 2-й призёр чемпионата Руанды 2024   |
| Сенегал     | «Сокосим» (Дакар)                 | 2-й призёр чемпионата Сенегала 2024 |
| Тунис       | «КФ Картаж» (Карфаген)            | Чемпион Туниса 2024                 |

## Система проведения розыгрыша
Соревнования состояли из предварительного этапа и плей-офф. На предварительном этапе 16 команд-участниц разбиты на 4 группы. В группах команды играли в один круг. Приоритетом при распределении мест в группах являлось общее количество побед, затем число набранных очков, соотношение выигранных и проигранных партий, соотношение мячей, результаты личных встреч. За победы со счётом 3:0 и 3:1 команды получали по 3 очка, за победы 3:2 — по 2 очка, за поражения 2:3 — по 1 очку, за поражения 0:3 и 1:3 очки не начисляются. Все команды вышли в 1/8 финала плей-офф и далее по системе с выбыванием определили призёров чемпионата. 
Выбывшие после 1/8 финала разыграли итоговые 9—16 места, выбывшие после четвертьфинала — итоговые 5—8 места.
Жеребьёвка чемпионата прошла в Абудже (Нигерия). По её итогам были сформированы 4 группы предварительного этапа.
| Группа A                                                                                | Группа B                                                                                    | Группа С                                                                         | Группа D                                                                                |
| --------------------------------------------------------------------------------------- | ------------------------------------------------------------------------------------------- | -------------------------------------------------------------------------------- | --------------------------------------------------------------------------------------- |
| «Найджиэрия Кастомс» Абуджа «КФ Картаж» Карфаген «Майо Кане Эволюсьон» Яунде АПР Кигали | «Замалек» Эль-Гиза «Кения Признс» Найроби «Чиф Нэвэл Стафф» Лагос «Спайкинг Старз» Габороне | «Аль-Ахли» Каир «Кения Коммерсл Бэнк» Найроби «Ла Луа» Лубумбаши «Сокосим» Дакар | «Кения Пайплайн» Найроби «Литто» Дуала «Руанда Насьональ Полис» Кигали «Декарт» Абиджан |

## Предварительный этап

### Группа А
| М | Команда                       | 1   | 2   | 3   | 4   | И | В | П | С/П | О |
| - | ----------------------------- | --- | --- | --- | --- | - | - | - | --- | - |
| 1 | «КФ Картаж» (Карфаген)        |     | 1:3 | 3:0 | 3:0 | 3 | 2 | 1 | 7:3 | 6 |
| 2 | АПР (Кигали)                  | 3:1 |     | 3:0 | 1:3 | 3 | 2 | 1 | 7:4 | 6 |
| 3 | «Найджиэрия Кастомс» (Абуджа) | 0:3 | 0:3 |     | 3:0 | 3 | 1 | 2 | 3:6 | 3 |
| 4 | «Майо Кане Эволюсьон» (Яунде) | 0:3 | 3:1 | 0:3 |     | 3 | 1 | 2 | 3:7 | 3 |

|       |                                          |     |         |        |        |        |  |
|       |                                          |     |         |        |        |        |  |
| 3.04. | АПР — КФ Картаж                          | 3:1 | (18:25, | 26:24, | 25:23, | 25:22) |  |
| 3.04. | Найджиэрия Кастомс — Майо Кане Эволюсьон | 3:0 | (25:18, | 25:17, | 25:22) |        |  |
| 5.04. | Майо Кане Эволюсьон — АПР                | 3:1 | (18:25, | 25:19, | 25:22, | 25:19) |  |
| 5.04. | КФ Картаж — Найджиэрия Кастомс           | 3:0 | (25:18, | 25:19, | 25:14) |        |  |
| 6.04. | КФ Картаж — Майо Кане Эволюсьон          | 3:0 | (25:15, | 25:15, | 25:15) |        |  |
| 6.04. | АПР — Найджиэрия Кастомс                 | 3:0 | (25:10, | 25:17, | 25:16) |        |  |

### Группа B
| М | Команда                     | 1   | 2   | 3   | 4   | И | В | П | С/П | О |
| - | --------------------------- | --- | --- | --- | --- | - | - | - | --- | - |
| 1 | «Замалек» (Эль-Гиза)        |     | 3:0 | 3:0 | 3:0 | 3 | 3 | 0 | 9:0 | 9 |
| 2 | «Кения Признс» (Найроби)    | 0:3 |     | 3:0 | 3:0 | 3 | 2 | 1 | 6:3 | 6 |
| 3 | «Чиф Нэвэл Стафф» (Лагос)   | 0:3 | 0:3 |     | 3:0 | 3 | 1 | 2 | 3:6 | 3 |
| 4 | «Спайкинг Старз» (Габороне) | 0:3 | 0:3 | 0:3 |     | 3 | 0 | 3 | 0:9 | 0 |

|       |                                  |     |         |        |        |  |  |
|       |                                  |     |         |        |        |  |  |
| 4.04. | Чиф Нэвэл Стафф — Спайкинг Старз | 3:0 | (25:22, | 25:21, | 25:8)  |  |  |
| 4.04. | Замалек — Кения Признс           | 3:0 | (25:23, | 25:17, | 25:23) |  |  |
| 5.04. | Кения Признс — Спайкинг Старз    | 3:0 | (25:9,  | 25:15, | 25:16) |  |  |
| 5.04. | Замалек — Чиф Нэвэл Стафф        | 3:0 | (25:14, | 25:20, | 25:16) |  |  |
| 6.04. | Замалек — Спайкинг Старз         | 3:0 | (25:8,  | 25:14, | 25:11) |  |  |
| 6.04. | Кения Признс — Чиф Нэвэл Стафф   | 3:0 | (25:22, | 25:9,  | 25:16) |  |  |

### Группа C
| М | Команда                         | 1   | 2   | 3   | 4   | И | В | П | С/П | О |
| - | ------------------------------- | --- | --- | --- | --- | - | - | - | --- | - |
| 1 | «Аль-Ахли» (Каир)               |     | 3:2 | 3:0 | 3:0 | 3 | 3 | 0 | 9:2 | 8 |
| 2 | «Кения Коммерсл Бэнк» (Найроби) | 2:3 |     | 3:0 | 3:0 | 3 | 2 | 1 | 8:3 | 7 |
| 3 | «Ла Луа» (Лубумбаши)            | 0:3 | 0:3 |     | 3:1 | 3 | 1 | 2 | 3:7 | 3 |
| 4 | «Сокосим» (Дакар)               | 0:3 | 0:3 | 1:3 |     | 3 | 0 | 3 | 1:9 | 0 |

|       |                                |     |         |        |        |        |       |
|       |                                |     |         |        |        |        |       |
| 4.04. | Аль-Ахли — Сокосим             | 3:0 | (25:10, | 25:14, | 25:6)  |        |       |
| 4.04. | Кения Коммерсл Бэнк — Ла Луа   | 3:0 | (25:15, | 25:18, | 25:12) |        |       |
| 5.04. | Кения Коммерсл Бэнк — Сокосим  | 3:0 | (25:20, | 25:16, | 25:21) |        |       |
| 5.04. | Аль-Ахли — Ла Луа              | 3:0 | (25:7,  | 25:11, | 25:20) |        |       |
| 6.04. | Ла Луа — Сокосим               | 3:1 | (11:25, | 25:21, | 25:15, | 25:17) |       |
| 6.04. | Аль-Ахли — Кения Коммерсл Бэнк | 3:2 | (23:25, | 20:25, | 26:24, | 25:8,  | 15:8) |

### Группа D
| М | Команда                           | 1   | 2   | 3   | 4   | И | В | П | С/П | О |
| - | --------------------------------- | --- | --- | --- | --- | - | - | - | --- | - |
| 1 | «Кения Пайплайн» (Найроби)        |     | 3:1 | 3:1 | 3:0 | 3 | 3 | 0 | 9:2 | 9 |
| 2 | «Литто» (Дуала)                   | 1:3 |     | 3:2 | 3:0 | 3 | 2 | 1 | 7:5 | 5 |
| 3 | «Руанда Насьональ Полис» (Кигали) | 1:3 | 2:3 |     | 3:0 | 3 | 1 | 2 | 6:6 | 4 |
| 4 | «Декарт» (Абиджан)                | 0:3 | 0:3 | 0:3 |     | 3 | 0 | 3 | 0:9 | 0 |

|       |                                         |     |         |        |        |        |       |
|       |                                         |     |         |        |        |        |       |
| 4.04. | Литто — Декарт                          | 3:0 | (25:18, | 25:14, | 25:22) |        |       |
| 4.04. | Кения Пайплайн — Руанда Насьональ Полис | 3:1 | (25:10, | 25:19, | 21:25, | 25:19) |       |
| 5.04. | Кения Пайплайн — Литто                  | 3:1 | (25:20, | 25:18, | 23:25, | 25:21) |       |
| 5.04. | Руанда Насьональ Полис — Декарт         | 3:0 | (25:19, | 25:12, | 25:14) |        |       |
| 6.04. | Литто — Руанда Насьональ Полис          | 3:2 | (19:25, | 18:25, | 25:21, | 25:23, | 15:9) |
| 6.04. | Кения Пайплайн — Декарт                 | 3:0 | (25:10, | 25:5,  | 25:15) |        |       |

## Плей-офф

### 1/8-финала
8 апреля
 «Литто» (Дуала) —  «Чиф Нэвэл Стафф» (Лагос)
3:1 (25:22, 25:18, 18:25, 25:17).
 «КФ Картаж» (Карфаген) —  «Сокосим» (Дакар)
3:0 (25:11, 25:17, 25:20).
 «Кения Признс» (Найроби) —  «Руанда Насьональ Полис» (Кигали)
3:2 (25:23, 19:25, 25:20, 21:25, 15:10).
 «Аль-Ахли» (Каир) —  «Майо Кане Эволюсьон» (Яунде)
3:0 (25:17, 25:19, 25:15).
 «Кения Пайплайн» (Найроби) —  «Спайкинг Старз» (Габороне)
3:0 (25:15, 25:12, 25:6).
 АПР (Кигали) —  «Ла Луа» (Лубумбаши)
3:1 (25:18, 25:13, 22:25, 25:17).
 «Замалек» (Эль-Гиза) —  «Декарт» (Абиджан)
3:0 (25:8, 25:15, 25:15).
 «Кения Коммерсл Бэнк» (Найроби) —  «Найджиэрия Кастомс» (Абуджа)
3:0 (25:19, 25:16, 25:17).

### Четвертьфинал за 9—16 места
9 апреля
 «Руанда Насьональ Полис» (Кигали) —  «Майо Кане Эволюсьон» (Яунде)
3:1 (25:13, 23:25, 25:18, 25:23).
 «Чиф Нэвэл Стафф» (Лагос) —  «Сокосим» (Дакар)
3:0 (25:23, 25:18, 25:16).
 «Ла Луа» (Лубумбаши) —  «Спайкинг Старз» (Габороне)
3:1 (24:26, 25:22, 25:23, 25:13).
 «Найджиэрия Кастомс» (Абуджа) —  «Декарт» (Абиджан)
3:0 (25:21, 26:24, 25:12).

### Четвертьфинал за 1—8 места
9 апреля
 «Аль-Ахли» (Каир) —  «Кения Признс» (Найроби)
3:1 (25:12, 25:20, 22:25, 27:25).
 «КФ Картаж» (Карфаген) —  «Литто» (Дуала)
3:0 (25:12, 25:19, 25:22).
 «Кения Пайплайн» (Найроби) —  АПР (Кигали)
3:0 (25:21, 25:17, 25:14).
 «Замалек» (Эль-Гиза) —  «Кения Коммерсл Бэнк» (Найроби)
3:1 (25:20, 23:25, 25:20, 25:21).

### Полуфинал за 13—16 места
11 апреля
 «Майо Кане Эволюсьон» (Яунде) —  «Сокосим» (Дакар)
3:0 (25:18, 25:19, 25:21).
 «Декарт» (Абиджан) —  «Спайкинг Старз» (Габороне)
3:1 (19:25, 26:24, 25:21, 25:19).

### Полуфинал за 9—12 места
11 апреля
 «Руанда Насьональ Полис» (Кигали) —  «Чиф Нэвэл Стафф» (Лагос)
3:1 (28:30, 25:7, 26:24, 25:19).
 «Найджиэрия Кастомс» (Абуджа) —  «Ла Луа» (Лубумбаши)
3:0 (25:17, 25:17, 25:12).

### Полуфинал за 5—8 места
11 апреля
 «Кения Признс» (Найроби) —  «Литто» (Дуала)
3:0 (25:18, 25:14, 25:16).
 «Кения Коммерсл Бэнк» (Найроби) —  АПР (Кигали)
3:2 (27:25, 25:17, 21:25, 20:25, 15:9).

### Полуфинал за 1—4 места
11 апреля
 «Замалек» (Эль-Гиза) —  «Кения Пайплайн» (Найроби)
3:2 (25:23, 26:28, 25:19, 24:26, 15:12).
 «Аль-Ахли» (Каир) —  «КФ Картаж» (Карфаген)
3:0 (25:15, 25:23, 25:21).

### Матч за 15-е место
12 апреля
 «Сокосим» (Дакар) —  «Спайкинг Старз» (Габороне)
3:0 (25:11, 25:17, 25:10).

### Матч за 13-е место
12 апреля
 «Майо Кане Эволюсьон» (Яунде) —  «Декарт» (Абиджан)
3:0 (25:14, 25:18, 25:10).

### Матч за 11-е место
12 апреля
 «Чиф Нэвэл Стафф» (Лагос) —  «Ла Луа» (Лубумбаши)
3:2 (19:25, 25:22, 25:19, 23:25, 15:12).

### Матч за 9-е место
12 апреля
 «Руанда Насьональ Полис» (Кигали) —  «Найджиэрия Кастомс» (Абуджа)
3:1 (23:25, 25:19, 25:20, 25:17).

### Матч за 7-е место
12 апреля
 «Литто» (Дуала) —  АПР (Кигали)
3:1 (25:21, 17:25, 25:18, 25:23).

### Матч за 5-е место
12 апреля
 «Кения Коммерсл Бэнк» (Найроби) —  «Кения Признс» (Найроби)
3:0 (25:21, 25:22, 25:19).

### Матч за 3-е место
13 апреля
 «Кения Пайплайн» (Найроби) —  «КФ Картаж» (Карфаген)
3:0 (28:26, 25:14, 25:18).

### Финал
13 апреля
 «Замалек» (Эль-Гиза) —  «Аль-Ахли» (Каир)
3:1 (29:27, 22:25, 25:20, 25:22).

## Итоги

### Положение команд
| «Замалек» (Эль-Гиза)               | 9. «Руанда Насьональ Полис» (Кигали) |
| «Аль-Ахли» (Каир)                  | 10. «Найджиэрия Кастомс» (Абуджа)    |
| «Кения Пайплан» (Найроби)          | 11. «Чиф Нэвэл Стафф» (Лагос)        |
| 4. «КФ Картаж» (Карфаген)          | 12. «Ла Луа» (Лубумбаши)             |
| 5. «Кения Коммерсл Бэнк» (Найроби) | 13. «Майо Кане Эволюсьон» (Яунде)    |
| 6. «Кения Признс» (Найроби)        | 14. «Декарт» (Абиджан)               |
| 7. «Литто» (Дуала)                 | 15. «Сокосим» (Дакар)                |
| 8. АПР (Кигали)                    | 16. «Спайкинг Старз» (Габороне)      |

### Призёры
«Замалек» (Эль-Гиза): Нада Морган, Токаалла Иса Медхат, Пассант Мохамед, Мариам Метвалли, Милка Любеска да Силва, Исель Надим, Шрук Махмуд, Сабин Хасан, Хана эль-Масри, Азми Нура, Далия Моршеди, Ноха Адель. Главный тренер — Ахмед Фатхи.
  «Аль-Ахли» (Каир): Айя эль-Шами, Нада Валид, Татьяна Бокан, Мариам Бакр Табет, Маяр Халифа, Мариам Тарват, Сара Амин, Римаз эль-Афифи, Май Абдельмаджид-Газаль, Нада Хамди, Айя Халид, Дана Шавки, Фара эль-Хенави, Нехаль Ахмед. Главный тренер — Хамди эль-Сафи.
  «Кения Пайплайн» (Найроби): Леонида Касая, Селестин Ньонгеса, Элизабет Сифуна, Мариам Муса, Эммакулате Мисоки, Файт Имодия, Триза Атука, Мариан Сокоийо, Лидия Эмокол, Агриппина Кунду, Глэдис Экару, Дейзи Джепкорир, Ноэль Мурамби, Луиз Симию. Главный тренер — Джеффри Оньянго.

### Индивидуальные призы
| - MVP Мариам Метвалли («Замалек») - Лучшая связующая Шрук Махмуд («Замалек») - Лучшие центральные блокирующие Триза Атука («Кения Пайплайн») Май Абдельмаджид-Газаль («Аль-Ахли») | - Лучшая диагональная нападающая Токаалла Иса Медхат («Замалек») - Лучшие нападающие-доигровщики Джихан Мохамед («КФ Картаж») Татьяна Бокан («Аль-Ахли») - Лучшая либеро Исель Надим («Замалек») |